# Dòng điện trong chất khí

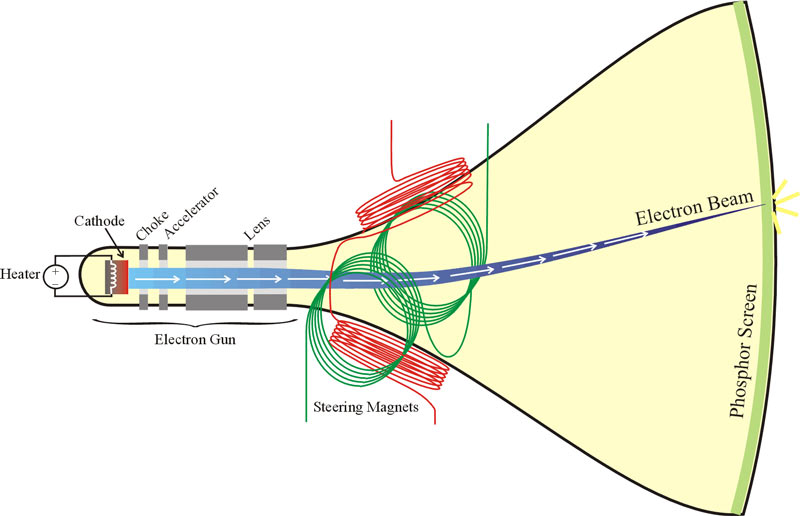
Ống phóng tia âm cực - thiết bị thường dùng trong tivi.

Các chất khí ở áp suất khí quyển là những chất cách điện tốt. Trong các chất khí đó, hầu như không có các phần tử mang điện tích. Chất khí sẽ trở nên dẫn điện, nếu ta tạo ra trong đó những ion (ion hóa chất khí). Tác động nhiệt (sự tạo thành các ion trong ngọn lửa), sự chiếu rọi chất khí bằng những tia tử ngoại, tia rơngen hay tia gamma sẽ tạo nên tính dẫn điện không tự duy trì. Các hạt mang điện được điện trường tăng tốc va chạm với các phân tử trung hòa của chất khí (thường thường là khí loãng) thì chúng sẽ ion hóa các phân tử này tạo nên tính dẫn điện tự duy trì. Khi đó không cần phải có nguồn ion hóa phụ. Tất cả những thứ trên có thể tạo nên dòng điện trong chất khí.

## Lý thuyết

### Sự ion hóa chất khí và sự tái hợp các ion
Khi có nguồn ion hóa, trong chất khí có hai quá trình ngược nhau xảy ra sự ion hóa, nghĩa là sự phân rã của các phân tử trung hòa thành các phần tử mang điện (các ion) và sự tái hợp, nghĩa là sự tạo thành các phân tử trung hòa từ các ion tích điện khác dấu nhau. Số {\displaystyle \Delta n^{'}} ion tái hợp thành các phân tử tỉ lệ với số các ion dương cũng như số các ion âm, nghĩa là {\displaystyle \Delta n^{'}=\gamma n_{o}^{2}}, trong đó {\displaystyle n_{o}} là số các ion dương (hay âm).
Nếu số {\displaystyle \Delta n} ion xuất hiện bằng số các ion tái hợp {\displaystyle \Delta n=\gamma n_{o}^{2}} thì có sự cân bằng xảy ra. Số các ion cùng dấu trong một đơn vị thể tích là {\displaystyle n_{o}={\sqrt {\tfrac {\Delta n}{\gamma }}}} trong đó {\displaystyle \gamma } là hệ số tái hợp.

### Độ linh động của các ion
Độ linh động của ion khí là đại lượng {\displaystyle u}, về trị số bằng vận tốc của ion ứng với cường độ điện trường bằng đơn vị. Người ta phân biệt ra các độ linh động {\displaystyle u_{+}} của các ion dương và {\displaystyle u_{-}} của các ion âm. Vận tốc {\displaystyle v} trong chuyển động có trật tự của ion tỉ lệ với cường độ điện trường {\displaystyle E}: {\displaystyle v+=u_{+}E}, {\displaystyle v_{-}=u_{-}E}.

### Định luật Ohm
Nếu mật độ dòng {\displaystyle j} nhỏ đến mức có thể bỏ qua được số các ion do dòng điện mang đi so với số các ion tái hợp, thì số các ion {\displaystyle n_{o}} trong một đơn vị thể tích của khối khí có thể coi là không đổi. Khi đó mật độ dòng bằng: {\displaystyle j=en_{0}(v_{+}+v_{-})}{\displaystyle ->} {\displaystyle j=en_{0}(u_{+}+u_{-})E}.

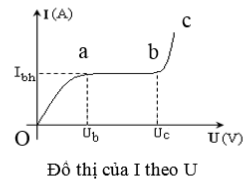

Đẳng thức sau cùng biểu diễn định luật Ohm. Định luật Ohm trong sự dẫn điện không tự duy trì của chất khí chỉ đúng khi mật độ dòng nhỏ. Trong trường hợp khi mật độ dòng lớn đên mức sự giảm các ion chỉ được xác định bởi quá trình trung hòa chúng ở các điện cực, còn sự tái hợp không kịp xảy ra, thì dòng sẽ không phụ thuộc vào hiệu điện thế và được gọi là dòng bão hòa.
Mối quan hệ của vôn-ampe trong sự phóng điện không tự duy trì được thể hiện như đồ thị. Đoạn bậc nhất ban đầu của đồ thị ứng với miền ứng dụng được định luật Ohm. Khi cường độ điện trường tăng, định luật Ohm không còn đúng nữa. Điều này tương ứng với đoạn cong của đồ thị. Sau đó có xảy ra sự bão hòa, quá trình này tương ứng với đoạn đồ thị song song với trục hoành. Ứng với các hiệu điện thế lớn, đồ thị bắt đầu đi đột ngột lên phía trên. Sự tăng kiểu thác của dòng điện có liên quan với các quá trình ion hóa do va chạm. Các electron được điện trường tăng tốc bắt đầu ion hóa những phân tử trung hòa của khí. Sau đó có xảy ra sự đánh thủng điện chất khí.

### Định luật Stoletov
Đối với chất khí đang nghiên cứu, dòng điện cực đại bao giờ cũng quan sát với cùng một tỉ số giữa cường độ điện trường {\displaystyle E} và áp suất {\displaystyle p}: {\displaystyle {\tfrac {E}{p}}=C}, trong đó {\displaystyle C} là hằng số Xtôlêtôv.

### Định luật Paschen
Sự đánh thủng chất khí xảy ra khi đối với mỗi chất khí ứng với một tỉ số giữa cường độ điện trường và áp suất xác định đặc trưng của mỗi chất khí. Hai định luật được giải thích như sau: khi áp suất nhỏ, đoạn đường tự do lớn, do đó các thác electron được tạo thành ứng với các cường độ của trường nhỏ. Sự tạo thành các thác electron và ion và cả bứt các electron thứ cấp ra khỏi catốt bởi các ion tại các cường độ vào cỡ 10000 {\displaystyle V/cm}trong chất khí có mật độ bình thường đều dẫn đến sự đánh thủng chất khí và chuyển sự phóng điện không tự duy trì thành sự phóng điện tự duy trì.

### Sự phóng điện lạnh trong chất khí
Khi hạ áp suất ({\displaystyle 10^{-3}}at) ở trong ống phóng điện chất khí người ta quan sát thấy sự phóng điện lạnh xảy ra trong trường hợp không có các nguồn ion hóa bên ngoài. Trong phần của ống kề sát anot có một lớp sáng dương, tiếp sau đó là khoảng tối Faraday, lớp catot thứ hai mỏng sáng chói, khoảng tối Crookes và hào quang bao quanh catot - lớp catot thứ nhất. Trong sự phóng điện lạnh, dưới ảnh hưởng bắn phá của các ion, catot trở thành nguồn phát các electron có xu hướng chạy về anot. Trong khoảng Crookes tương đối tối, vận tốc của các electron tăng nhanh. Trong lớp catot thứ hai, do sự va chạm của những electron với các phân tử trung hòa, vận tốc của các electron giảm dần. Vận tốc của các electron trong khoảng Faraday nhỏ hơn trong khoảng Crookes. Trong lớp catot thứ hai, có sự xuất hiện các ion dương, các ion này cần thiết để duy trì sự phóng điện. Lớp sáng dương đôi khi tách thành những dải sáng và tối xen kẽ nhau. Khi đó sự phóng điện được gọi là sự phóng điện thành lớp. Lớp sáng dương của sự phóng điện lạnh được dùng làm nguồn sáng trong các ống phóng điện chất khí chứa đầy khí trơ.

### Sự phóng điện hồ quang

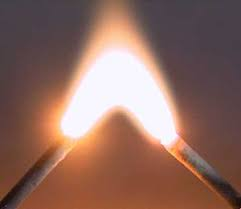
Hồ quang điện - một hình ảnh của hiện tượng phóng điện trong không khí.

Hồ quang điện được giáo sư V.V.Pêtrôv (1761-1834) khám phá ra vào năm 1802. Sự phóng điện hồ quang được tạo thành khi mật độ của dòng điện phóng lớn và được duy trì bởi sự phát xạ các electron từ catot bị nung nóng do các va chạm của những ion, cũng như bởi sự ion hóa do nhiệt độ cao. Ở áp suất khí quyển, mật độ dòng ở vết sáng âm cực đối với catot than bằng 470 {\displaystyle A/cm^{2}}, đối với catot sắt: 7200 {\displaystyle A/cm^{2}}, đối với catot thủy ngân: 4000 {\displaystyle A/cm^{2}}. Trong quá trình phóng điện, catot than sẽ nhọn ra, còn ở trên anot sẽ hình thành một cái hốc hồ quang dương. Nhiệt độ của miền lớp sáng dương bằng 6000 {\displaystyle K} ở áp suất bình thường và đạt tới 10000 {\displaystyle K} ở áp suất hàng trăm atmosphere. Khi tăng dòng điện, do sự tăng cường các quá trình phát xạ electron nhiệt và ion hóa nhiệt, tính dẫn điện của hồ quang sẽ tăng lên đột ngột, còn điện trở thì giảm đi. Ảnh hưởng của các điện tích không gian sẽ dẫn đến sự xuất hiện suất điện động {\displaystyle U_{ng}\thickapprox 10V}. Do đó khi tăng dòng {\displaystyle I}, hiệu điện thế ở các điện cực {\displaystyle U} sẽ thay đổi theo định luật: {\displaystyle U=(a+U_{ng})+{\tfrac {b}{l}}} đối với hồ quang có các điện cực bằng than.
Sự làm lạnh ngẫu nhiên khoảng phóng điện chất khí sẽ làm cho dòng điện giảm và tắt hồ quang. Để đảm bảo sự cháy ổn định một cách liên tục cho hồ quang, người ta đặt vào mạch ngoài một biến trở. Khi có sự giảm ngẫu nhiên của dòng điện ở trong hồ quang, điện áp ở trên điện trở giảm xuống. Khi điện áp đặt vào không đổi, điều đó sẽ làm tăng điện áp ở hồ quang.
Hồ quang điện được ứng dụng để thắp sáng ở trong các đèn hồ quang, các máy chiếu hồ quang và các lò hồ quang,....
Các ứng dụng đầu tiên của hồ quang để thắp sáng đã được P.N.Iablôtskôv (1847-1894) và P.V.N.Tsikôlev (1815-1898) thực hiện. Để đảm bảo sự cháy ổn định cho hồ quang, Iablôtskôv dùng cách sắp xếp song song các điện cực bằng than (nến Iablôtskôv), còn Tsikôlev tạo ra một máy điều chỉnh vi sai tự động làm cho các cực than nóng cháy lại gần nhau. Sự hàn các kim loại bằng hồ quang điện lần đầu do nhà bác học Nga N.N.Benarđox (1812-1905) thực hiện và N.G.Xlavianôv (1854-1897) hoàn thiện đã được ứng dụng rộng rãi trong kĩ thuật. Để nung nóng chảy các chất và để thực hiện các phản ứng hóa học ở các nhiệt độ cao người ta dùng các lò hồ quang điện.
Sự phóng điện hồ quang cũng được ứng dụng trong các máy chỉnh lưu thủy ngân.

### Máy chỉnh lưu thủy ngân
Máy chỉnh lưu thủy ngân gồm một bình phóng điện có catot bằng thủy ngân và hai anot bằng kim loại rắn. Sự phóng điện chỉ xảy ra trong trường hợp khi catot là thủy ngân lỏng. Do đó trong khoảng thời gian một nửa chu kì, các electron đi từ catot thủy ngân sang một trong hai anot, trong khoảng thời gian một nửa chu kì thứ hai, các electron đi từ catot sang một anot khác. Dòng điện biến thiên được biến đổi thành một dòng điện mạch động về độ lớn, còn chiều không đổi.

### Sự phóng tia điện
Sự phóng tia điện trong chất khí là một sự phóng điện không ổn định kéo theo sự đánh thủng khoảng phóng điện. Trong chất khí người ta quan sát thấy các thác electron tạo thành các ống có tính dẫn điện được nâng cao. Vận tốc lan truyền thác electron nhỏ hơn vận tốc tạo thành kênh dẫn điện. Điều đó có liên quan đến sự ion hóa photon chất khí. Các nguyên tử bị kích thích bởi các thác electron sẽ phát ra các photon, những photon này, vì chuyển động với vận tốc ánh sáng, nên vượt qua thác và ion hóa các nguyên tử trên đường lan truyền tiếp sau của nó.
Sét là một hiện tượng phóng tia điện mạnh giữa các đám mây và mặt đất hay giữa hai đám mây tích điện khác dấu. Cường độ của trường trước khi có sét ở mặt đất đạt tới {\displaystyle 2.10^{5}-3.10^{5}}{\displaystyle V/m}.
Tia điện phá hủy kim loại của anot (sự xâm thực điện). Các kỹ sư B.R. và N.I.Lazarenkô đã ứng dụng hiện tượng này để nghiên cứu phương pháp gia công các kim loại bằng tia điện (sự cắt, sự khoan lỗ,...)

### Sự phóng điện hoa

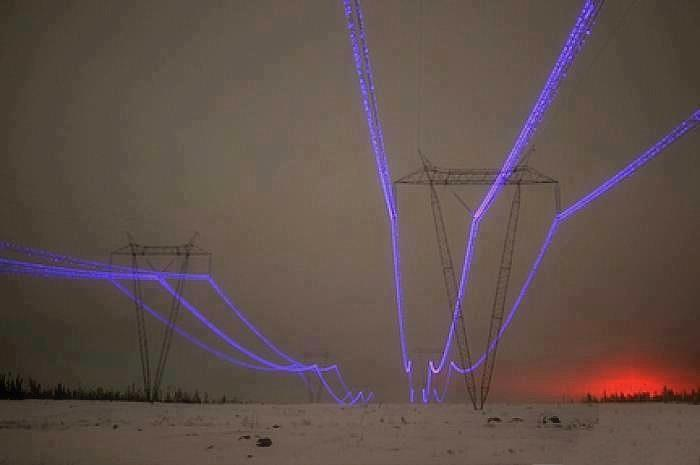
Sự phóng điện hoa trên đường dây tải điện 750 V.

Sự phóng điện hoa được quan sát thấy khi các hiệu điện thế chưa đủ để đánh thủng khoảng phóng điện chất khí ở các điện cực. Với các hiệu điện thế tương đối không cao, sự phóng điện hoa ở điện cực dương là một dãy những xung kiểu thác electron kéo dài {\displaystyle 10^{-11}s}. Ở hiệu điện thế cao hơn, điện hoa gồm các kênh plasma phóng điện chất khí, bị đứt đoạn ở những nơi cường độ điện trường nhỏ. Điện hoa ở điện cực âm giống như khoảng gần âm cực của sự phóng điện lạnh. Sự phóng điện hoa gây ra sự rò điện năng ở các thiết bị cao thế.

## Ứng dụng

### Diode
Điốt, đó là đèn điện tử hai cực, nó là một dụng cụ có tính dẫn điện một chiều. Catot {\displaystyle K} có cấu tạo dưới dạng sợi dây được nung nóng bởi dòng điện từ máy biến áp thấp hay từ bộ ắcquy nung, anot được cấu tạo có dạng mặt trụ bao lấy catot. Thiết bị của điốt dựa trên việc dùng sự phát electron nhiệt. Catot được nung nóng bị bao bởi một đám mây electron tạo ra một lớp điện tích không gian. Khi giữa catot và anot có một điện áp, các electron từ catot chuyển động tới anot và có một dòng điện chạy qua đèn. Dòng điện không thể chạy được theo chiều ngược lại.

### Kenotron
Kenotron là điốt dùng để chỉnh lưu dòng điện biến thiên có tần số kỹ thuật. Máy chỉnh lưu kenotron hai nửa chu kì, dùng một điốt kép, nghĩa là một đèn điện tử trong đó hai điốt được kết hợp lại (thường có chung catot). Điểm trung bình của cuộn biến áp được nối với catot qua điện trở. Các electron từ catot đi đến anot nào có thế dương đối với catot trong nửa chu kì đang xét của điện áp biến thiên trong cuộn thứ cấp của máy biến áp. Nhưng dù các electron bay từ catot tới anot nào (lần lượt), thì dòng điện có chiều không đổi vẫn đi qua điện trở {\displaystyle R} từ catot sang anot.

### Triode
Triot là một đèn điện tử ba cực. Việc đưa vào giữa catot và anot một điện cực thứ ba lưới cho phép ta dùng đèn điện tử để khuếch đại các điện áp biến thiên. Điện áp {\displaystyle U_{c}} cần khuếch đại được đặt giữa lưới và catot. Các dao động của nó làm thay đổi số các electron tới anot, nghĩa là thay đổi dòng anot {\displaystyle I_{a}} của đèn. Độ giảm điện áp ở điện trở {\displaystyle R} mắc vào trong mạch anot của triot bằng {\displaystyle I_{a}R}; nó thay đổi tỉ lệ thuận với dòng anot {\displaystyle I_{a}}. Do đó các biến đổi nhỏ của thế {\displaystyle U_{c}} ở trên lưới sẽ dẫn đến các biến đổi của thế {\displaystyle U} trong mạch anot của triot lớn hơn nhiều lần.

### Gazotron
Gazotron là một thiết bị dùng để chỉnh lưu các dòng điện, tương tự như kenotron, nhưng khác kenotron ở chỗ, bình gazotron có chứa một lượng khí nhỏ (hơi thủy ngân). Do những va chạm với các electron, ở trong đèn có các ion khí được tạo thành, các ion này chuyển động về phía catot và trung hòa điện tích khối của các electron, do đó gazotron làm việc ở những điện áp thấp hơn nhiều so với kenotron.

### Thyratron
Tiratron là một đèn ba cực, trong đó anot và catot ngăn cách với nhau bởi một lưới được cấu tạo có dạng một mặt trụ có lỗ. Tiratron chứa đầy khí thủy ngân hay argon. Ứng với điện thế âm lớn, lưới đẩy tất cả các electron do catot phát ra về catot. Ứng với một điện thế xác định của lưới, các electron bị hút bởi điện trường của anot, ion hóa chất khí và mạch dòng anot được đóng kín. Sau đó, sự tăng điện thế âm của lưới cũng không thể làm tắt đèn tiratron. Nếu bỏ điện thế anot đi trong {\displaystyle 10^{-5}s}, sự phóng điện sẽ bị tắt.